# Sprynia
Sprynia (ukr. Сприня; hist. Sprynia Wielka) – wieś na Ukrainie w rejonie samborskim obwodu lwowskiego, w gminie Monasterzec; nad potokiem Sprynią.
Za czasów I Rzeczypospolitej należała do dóbr koronnych, do krainy podbuskiej, ekonomii samborskiej, ziemi przemyskiej.